# Piloto de pruebas (película de 1938)

Piloto de pruebas (en inglés: Test pilot, /ˈtɛst ˈpaɪlət/) es una película de 1938 dirigida por Victor Fleming y protagonizada por Clark Gable, Myrna Loy, Spencer Tracy y Lionel Barrymore. En ellas se cuenta la historia de un piloto de pruebas temerario, su mujer y su mejor amigo. El guion de Piloto de pruebas fue escrito por Howard Hawks, Vincent Lawrence, John Lee Mahin, Waldemar Young y Frank Wead a partir de la historia escrita por el mismo Wead (un aviador de la Marina al que interpreta John Wayne en la película de John Ford The Wings of Eagles). La película fue nominada a los Premios Óscar en las categorías de mejor película, mejor guion original y mejor montaje. 

## Argumento
El piloto de pruebas Jim Lane (Clark Gable) tiene que volar de su granja de Kansas "Drake Bullet" (P-35), donde se encuentra con Ann Barton (Myrna Loy) de la cual se enamora y con quien se casa. Aunque pronto se da cuenta de lo peligroso que es el oficio de su marido, Ann promete al mejor amigo de Jim y mecánico, Gunner Morris (Spencer Tracy), que siempre apoyará a su marido. Un día, Gunner tiene que acompañar a Jim en las pruebas de un bombardero. Algo sale mal, el avión cae y Gunner muere. Es entonces cuando Jim se da cuenta de lo peligroso que es su oficio.